# Guahíbo
Guahíbo (Guaybas, Hiwi) je glavno pleme američkih Indijanaca iz istoimene jezične porodice (Guahiban) kojoj su i dali svoje ime. Gvahibo Indijanci i njima srodni Chiricoa, Churoya, Cuibas, Cunimia, Guayavero i Yamu nastavaju veliko područje istočne Kolumbije, koje se prostire od rijeke Orinoco zapadno između rijeka Meta i Vichada i istočnih obronaka Anda. Pleme Guahibo i srodni im Chiricoas opisani su kao čisti nomadski lovci i ribari. Hodaju gotovo potpuno goli, odjeću su preuzeli tek u novije vrijeme.
Danas 21,000 Guahibo Indijanaca naseljeno je u Kolumbiji i 8,300 u Venezueli (UN, 2005) Guahibo u Kolumbiji nastanjuju rezervate Barranquito Laguna Colorada u departmanima Guainía i Vichada; Cumaral-Guamuco (dep. Guainía), Arrecifal (Guainía), Laguna Curvina-sapuara (Guainía), Carpintero- Palomas (Guainía /Vichada), Carrizal (Guainía),  i Corocoro (Guainía/Guaviare/Vichada).

## Vanjske poveznice
- Guahibo Indians
- Foto galerija